# Cage (Angola)
Cage-Mazumbo o Cage és una comuna d'Angola que forma part del municipi de Nambuangongo dins la província de Bengo.